# Eudryas
Eudryas is een geslacht van vlinders van de familie Uilen (Noctuidae), uit de onderfamilie Agaristinae.

## Soorten
- E. brevipennis Stretch, 1874
- E. cypris Grote, 1893
- E. grata Fabricius, 1793
- E. unio Hübner, 1827